# Fort Saint-Laurent
Het Fort Saint-Laurent is een voormalig fort dat in 1701, tijdens de Spaanse Successieoorlog werd gebouwd in opdracht van generaal De la Motte, die bevelhebber van de Franse troepen was.
Het fort lag direct ten zuiden van de Republiek, op het grondgebied van de Zuidelijke Nederlanden, nabij het huidige Isabellakanaal. Het fort, dat deel uitmaakte van de Staats-Spaanse Linies, is inmiddels verdwenen.